# Michail Kountras
Michail Kountras (* 31. Januar 1952 in Rhodos) ist ein ehemaliger griechischer Radrennfahrer und nationaler Meister im Radsport.

## Sportliche Laufbahn
Kountras (auch Mikhail Kountras) war im Straßenradsport und im Bahnradsport aktiv. Er war Teilnehmer der Olympischen Sommerspiele 1976 in Montreal. Im olympischen Straßenrennen schied er aus. Im Sprint schied er im Vorlauf gegen Giorgio Rossi aus. Im 1000-Meter-Zeitfahren belegte er den 21. Rang.
Von 1969 bis 1972 sowie 1984 und 1987 gewann er die nationale Meisterschaft im Sprint. 1972 wurde er auch Meister in der Einerverfolgung, 1987 im 1000-Meter-Zeitfahren. Vize-Meister in der Mannschaftsverfolgung wurde er 1969.
Bei den Mittelmeerspielen 1975 gewann er die Bronzemedaille im Zeitfahren. 1972 wurde er Zweiter der nationalen Meisterschaft im Straßenrennen hinter Nikolaos Louloukos.